# Карпати (стадіон, Хуст)
«Карпати» — футбольний стадіон в м. Хуст, Закарпатської області, домашня арена ФК «Хуст».
Стадіон розрахований  на 5200 місць, забезпечений електроенергією, водопостачанням та водовідведенням. На І поверсі будівлі є кафе «Олімпік», на II поверсі борцівський зал площею 180 кв.м. та готель на 55 ліжкомісць.